# Merulinidae
Merulinidae es una familia de corales marinos, que pertenecen al orden Scleractinia, de la clase Anthozoa. 
Cada cabeza de coral está formada por una colonia de pólipos genéticamente idénticos, que secretan un esqueleto de carbonato de calcio, lo que los convierte en importantes constructores de arrecifes de coral, como los demás corales hermatípicos del orden Scleractinia.
Las estructuras esqueléticas tienen las formas como la familia Faviidae, pero están altamente fusionadas y sin lóbulos paliformes. Los valles que conforman en la superficie del esqueleto son superficiales, o pueden ocultarse por las contorsiones.
Todas las especies de la familia tienen zooxantelas y son coloniales. 
Estudios moleculares filogenéticos mostraban que era polifilética, aunque dichos análisis no se habían realizado con toda la familia. Pero recientes estudios, basados tanto en secuencias de datos moleculares, como en análisis macro y micromorfológicos, y microestructurales, han reclasificado especies y géneros en la familia.

## Géneros
El Registro Mundial de Especies Marinas acepta los siguientes géneros en la familia:
- Astrea. Lamarck, 1801
- Australogyra. Veron & Pichon, 1980
- Boninastrea. Yabe & Sugiyama, 1935
- Caulastraea. Dana, 1846
- Coelastrea Verrill, 1866
- Cyphastrea. Milne Edwards & Haime, 1848
- Dipsastraea. Blainville, 1830
- Echinopora. Lamarck, 1816
- Erythrastrea. Scheer & Pillai, 1983
- Favites. Link, 1807
- Goniastrea. Milne Edwards & Haime, 1848
- Hydnophora. Fischer, 1807
- Leptoria. Milne Edwards & Haime, 1848
- Merulina. Ehrenberg, 1834
- Mycedium. Milne Edwards & Haime, 1851
- Orbicella. Dana, 1846
- Oulophyllia. Milne Edwards & Haime, 1848
- Paragoniastrea. Huang, Benzoni & Budd, 2014
- Paramontastraea. Huang & Budd, 2014
- Pectinia. Blainville, 1825
- Physophyllia. Duncan, 1884
- Platygyra. Ehrenberg, 1834
- Scapophyllia. Milne Edwards & Haime, 1848
- Trachyphyllia. Milne Edwards & Haime, 1849

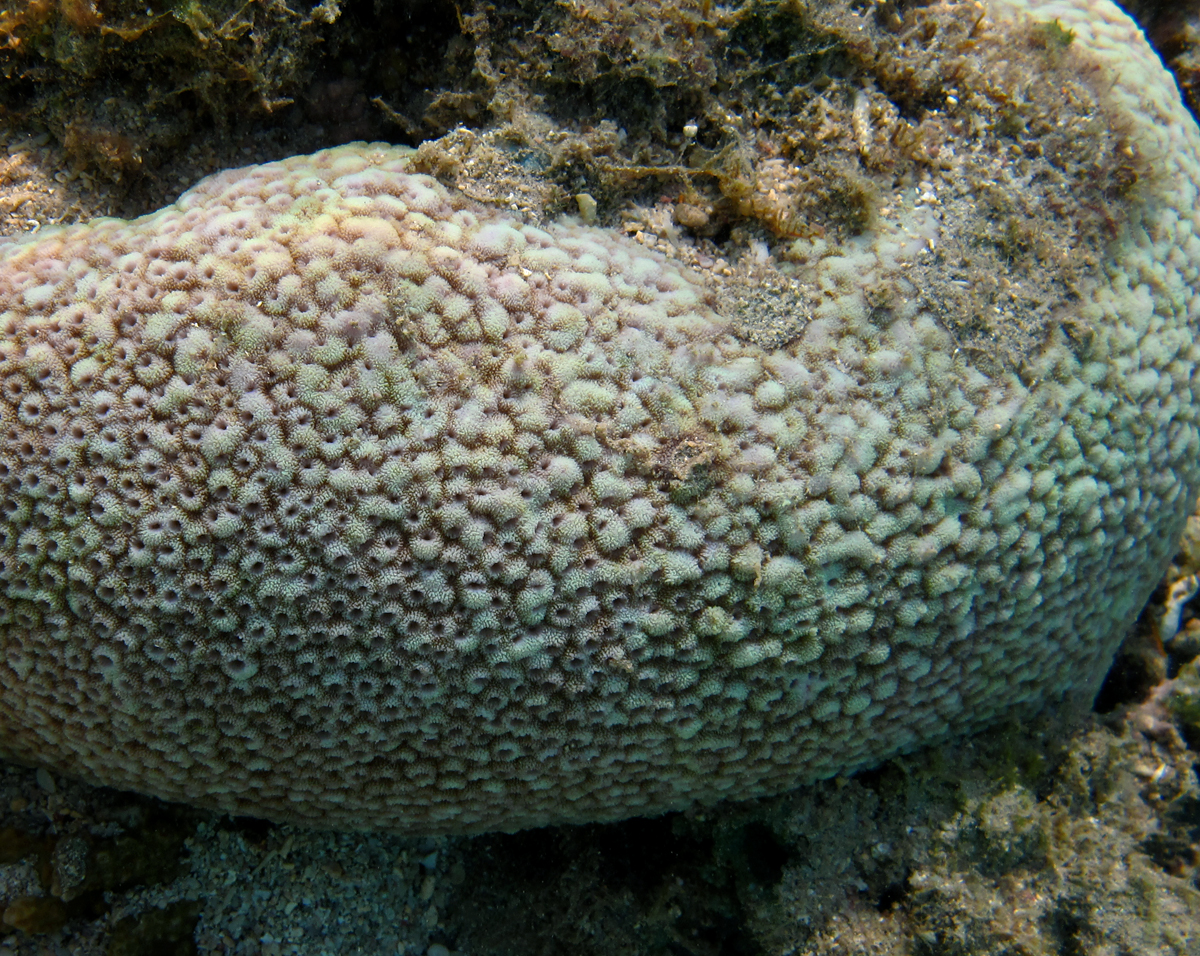
Astrea curta
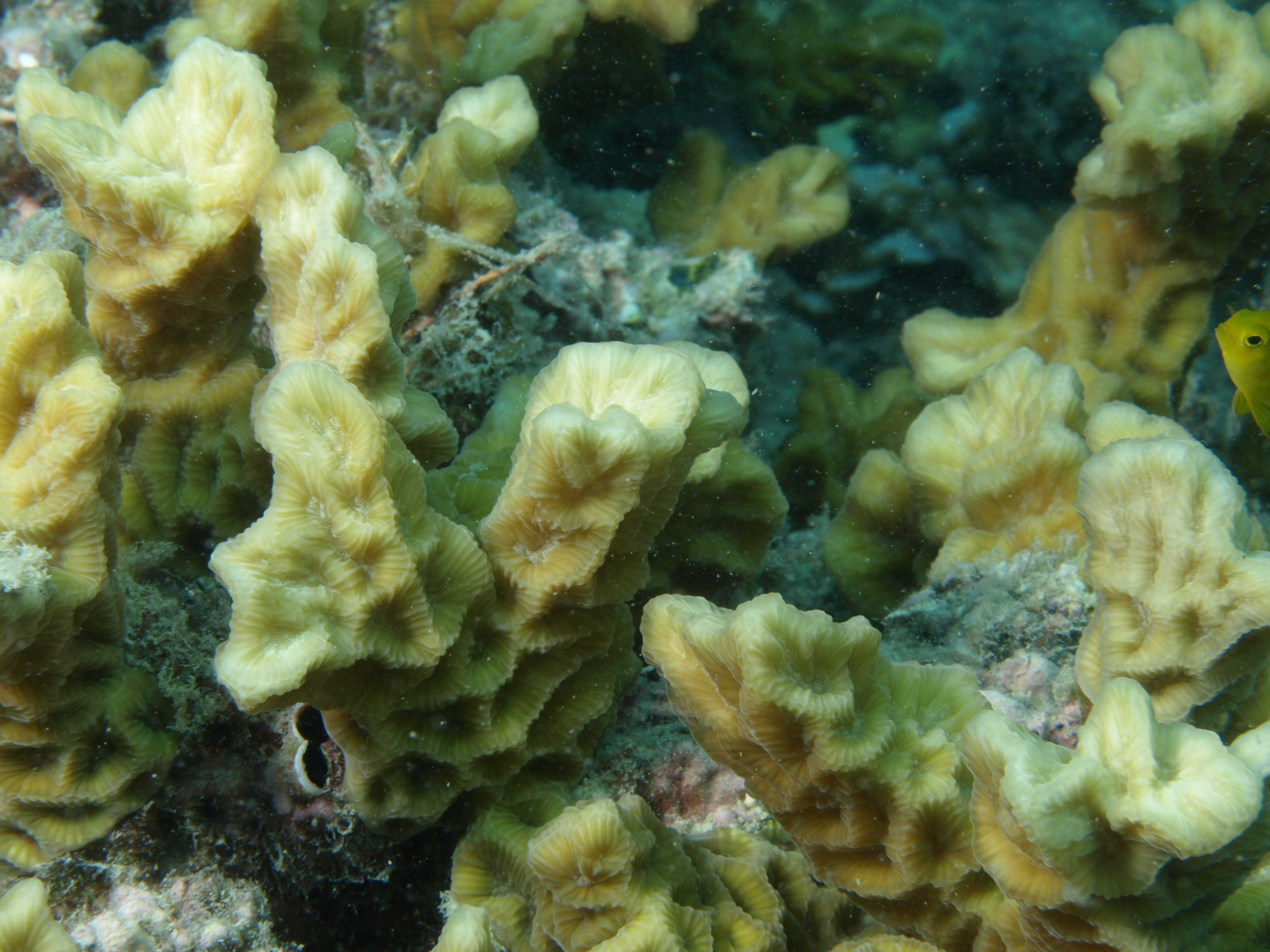
Australogyra zelli
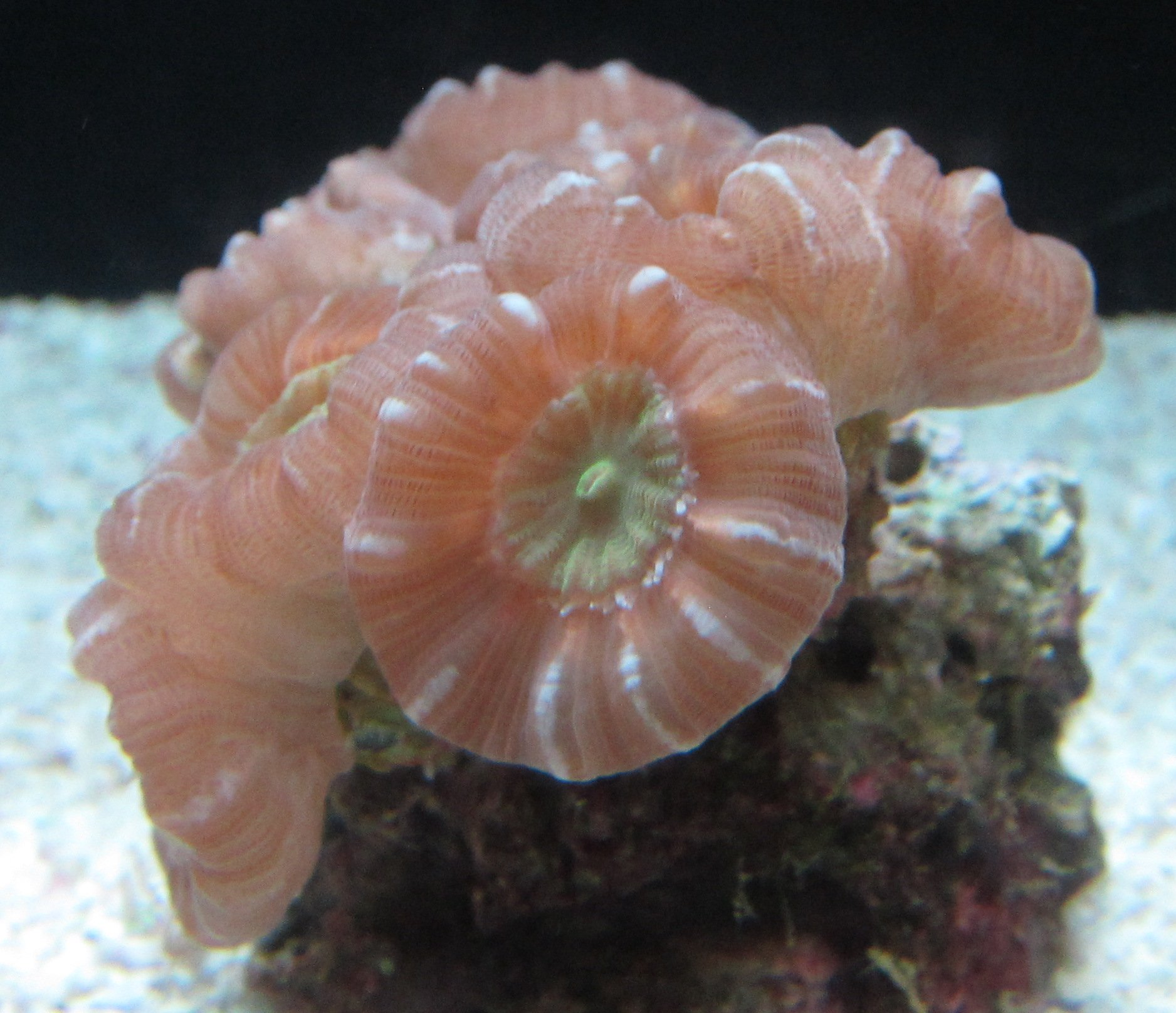
Caulastraea furcata
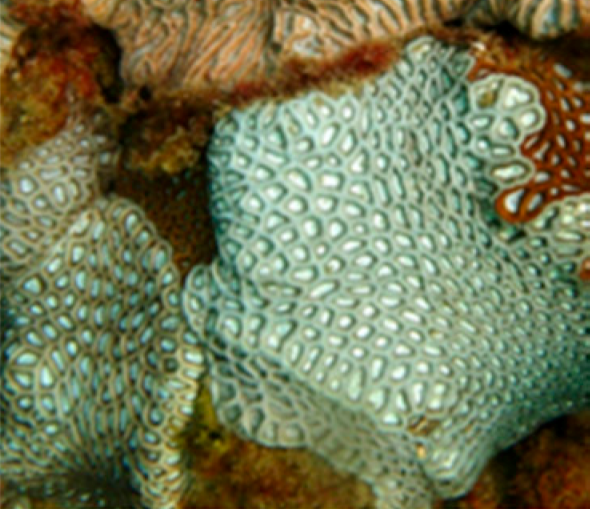
Coelastrea aspera
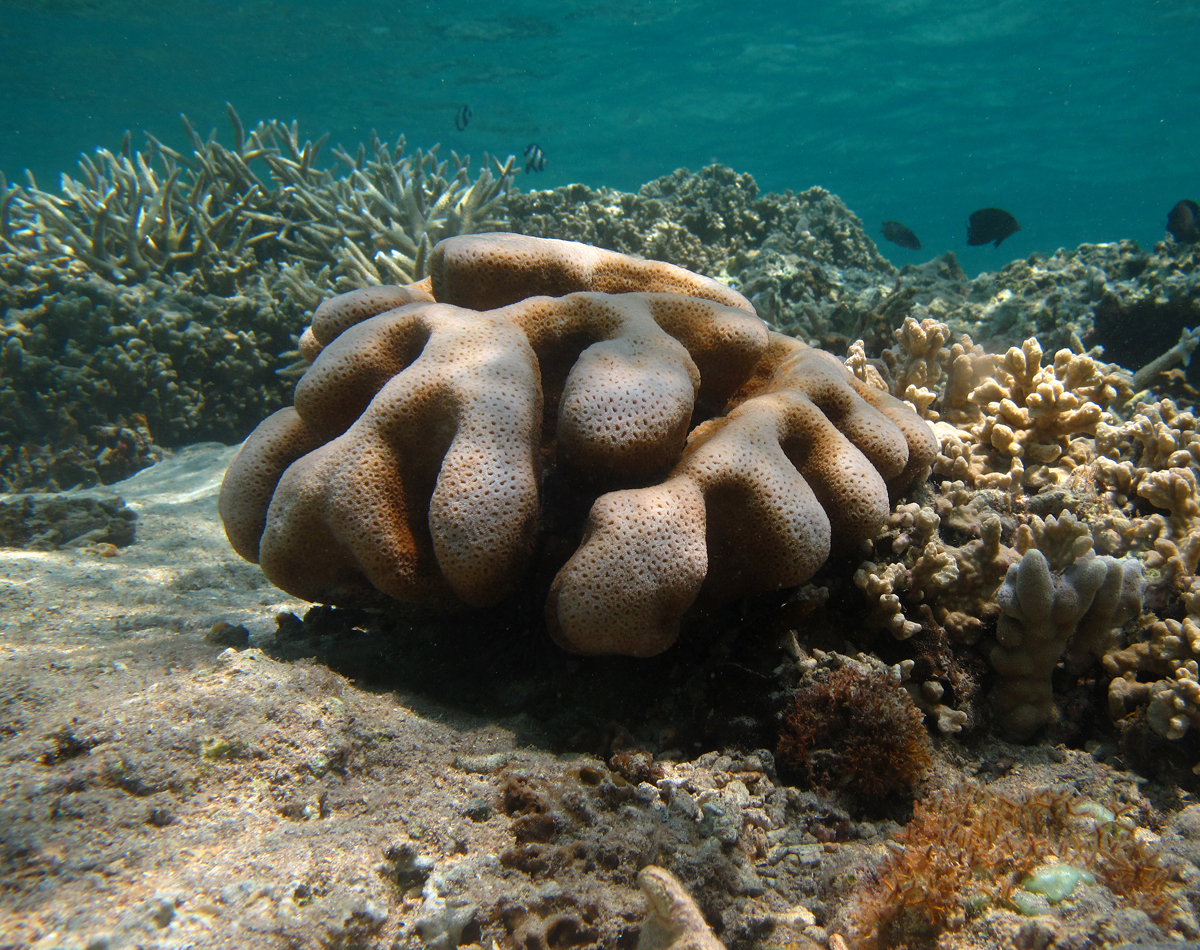
Cyphastrea serailia
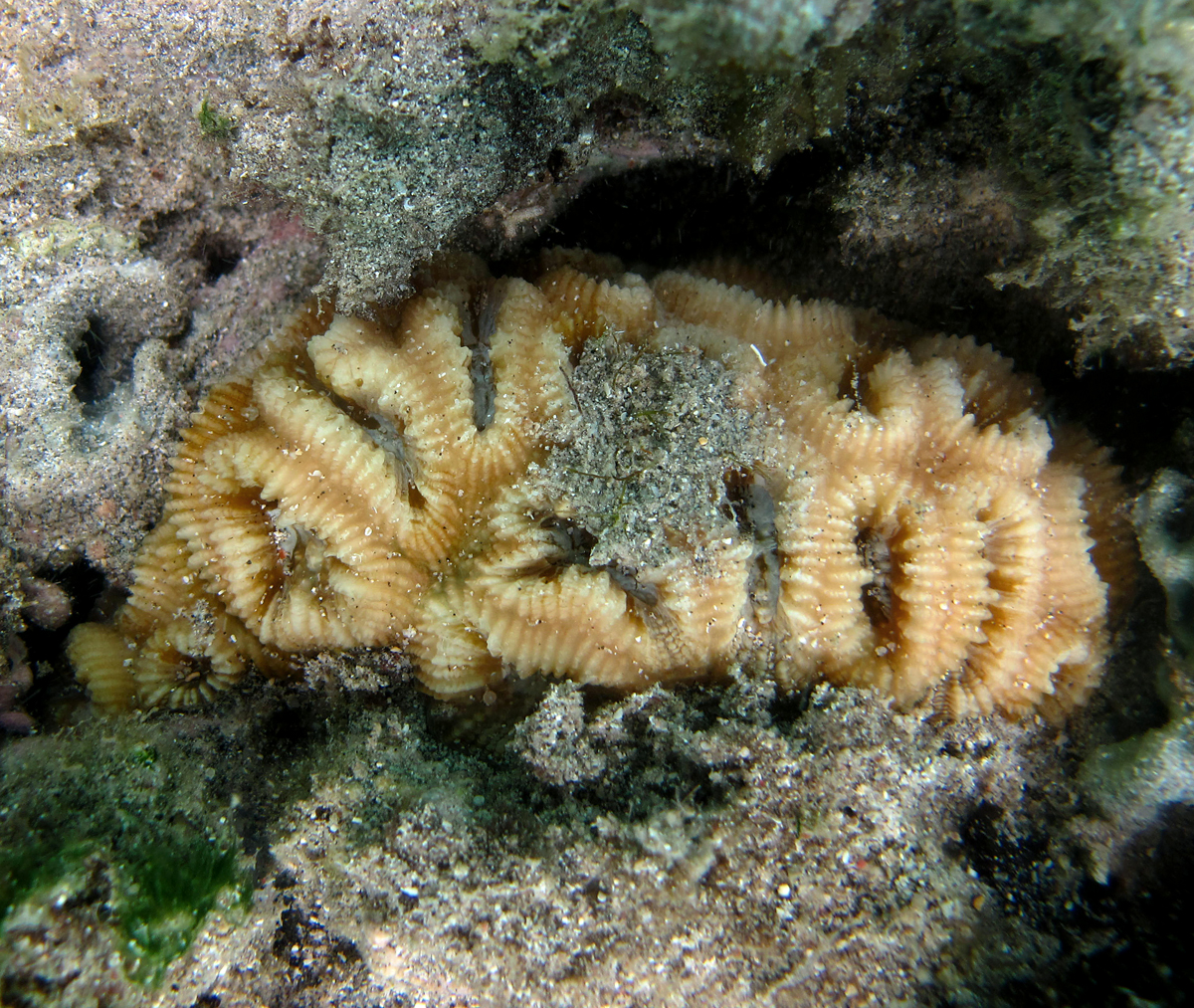
Dipsastraea rotumana
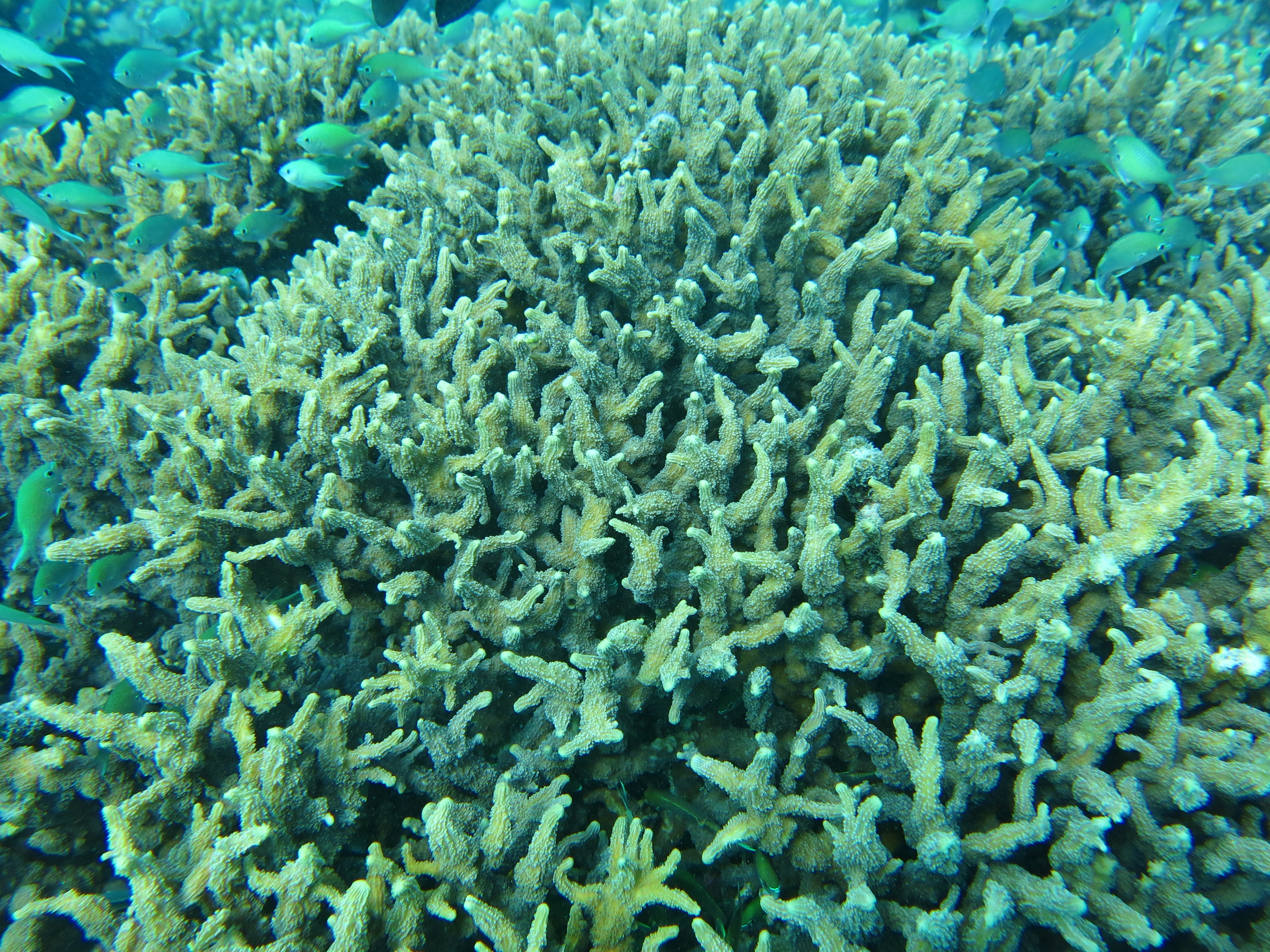
Echinopora horrida
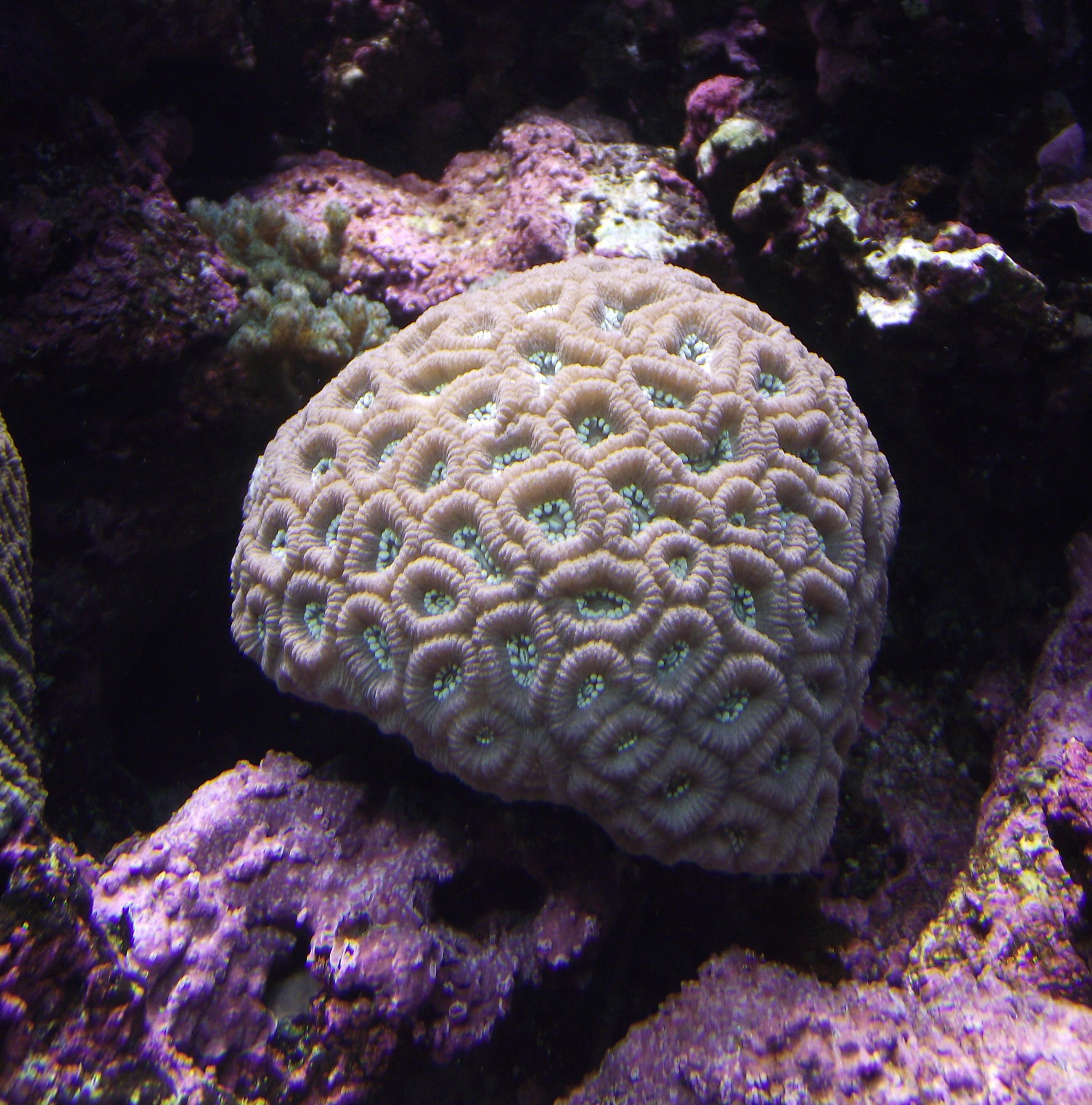
Favites abdita
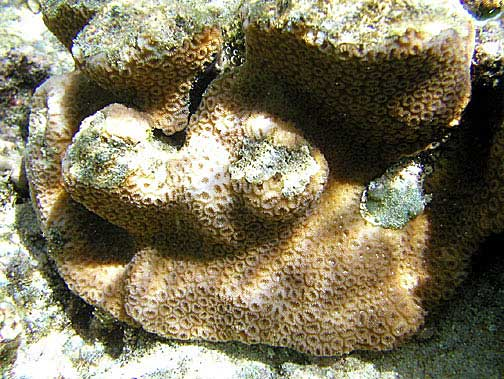
Goniastrea stelligera
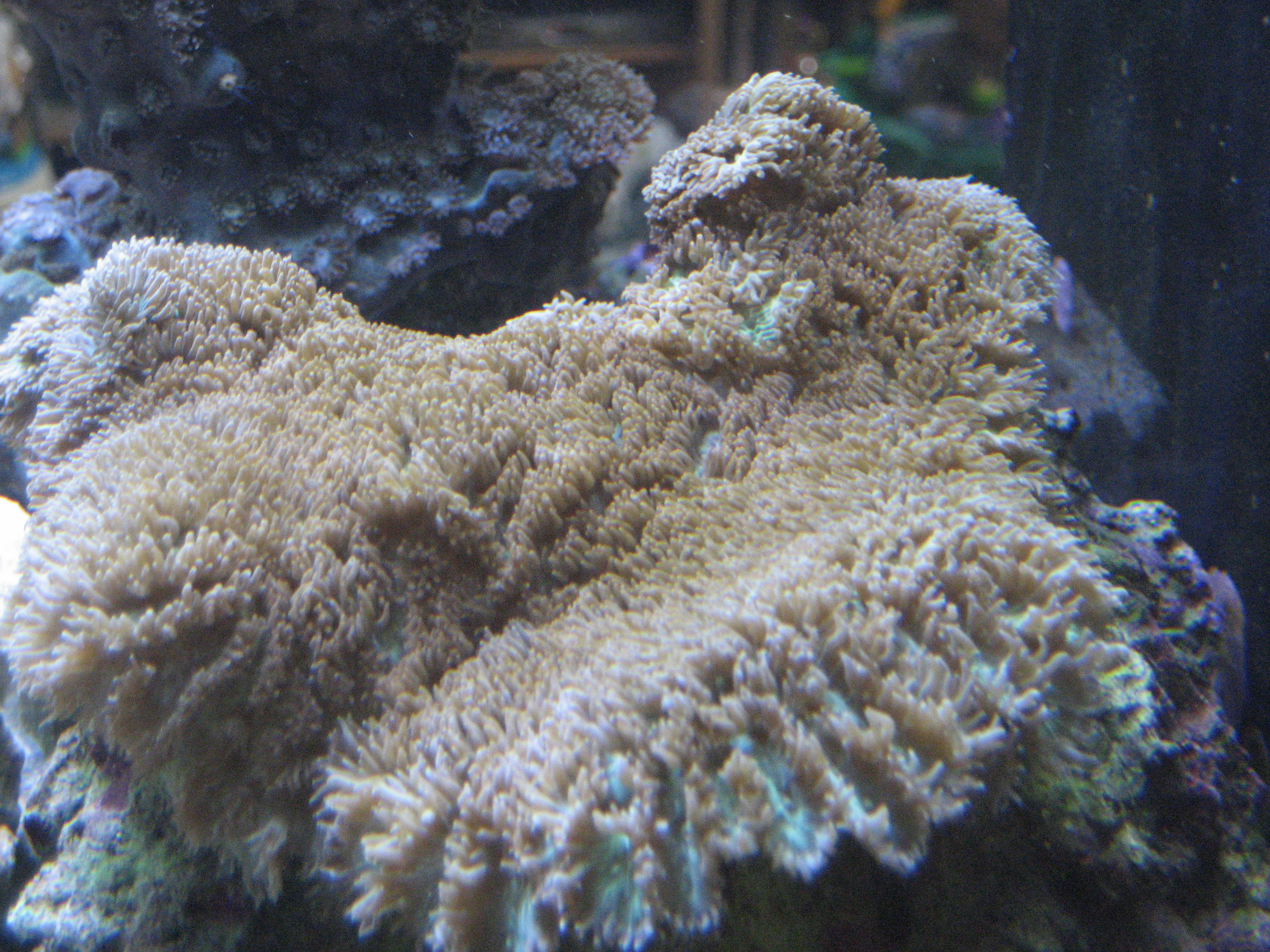
Hydnophora sp.
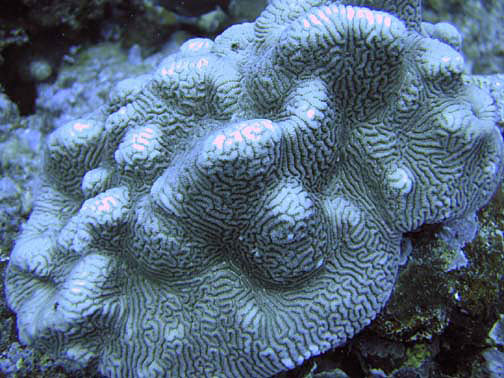
Leptoria phrygia
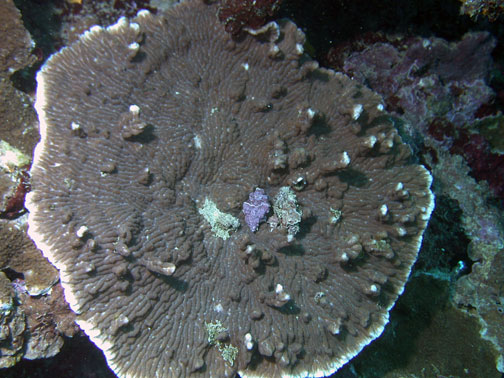
Merulina ampliata
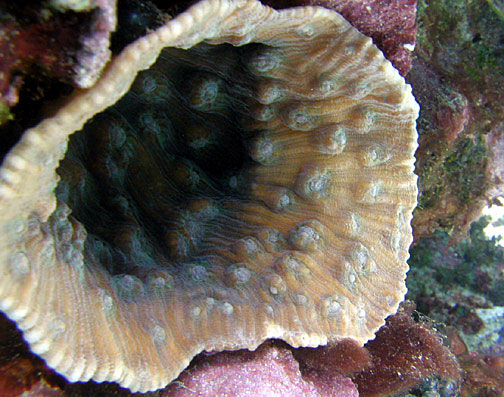
Mycedium elephantotus
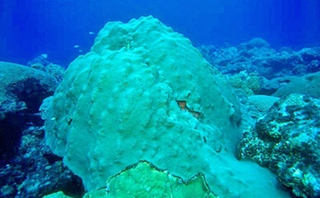
Orbicella faveolata
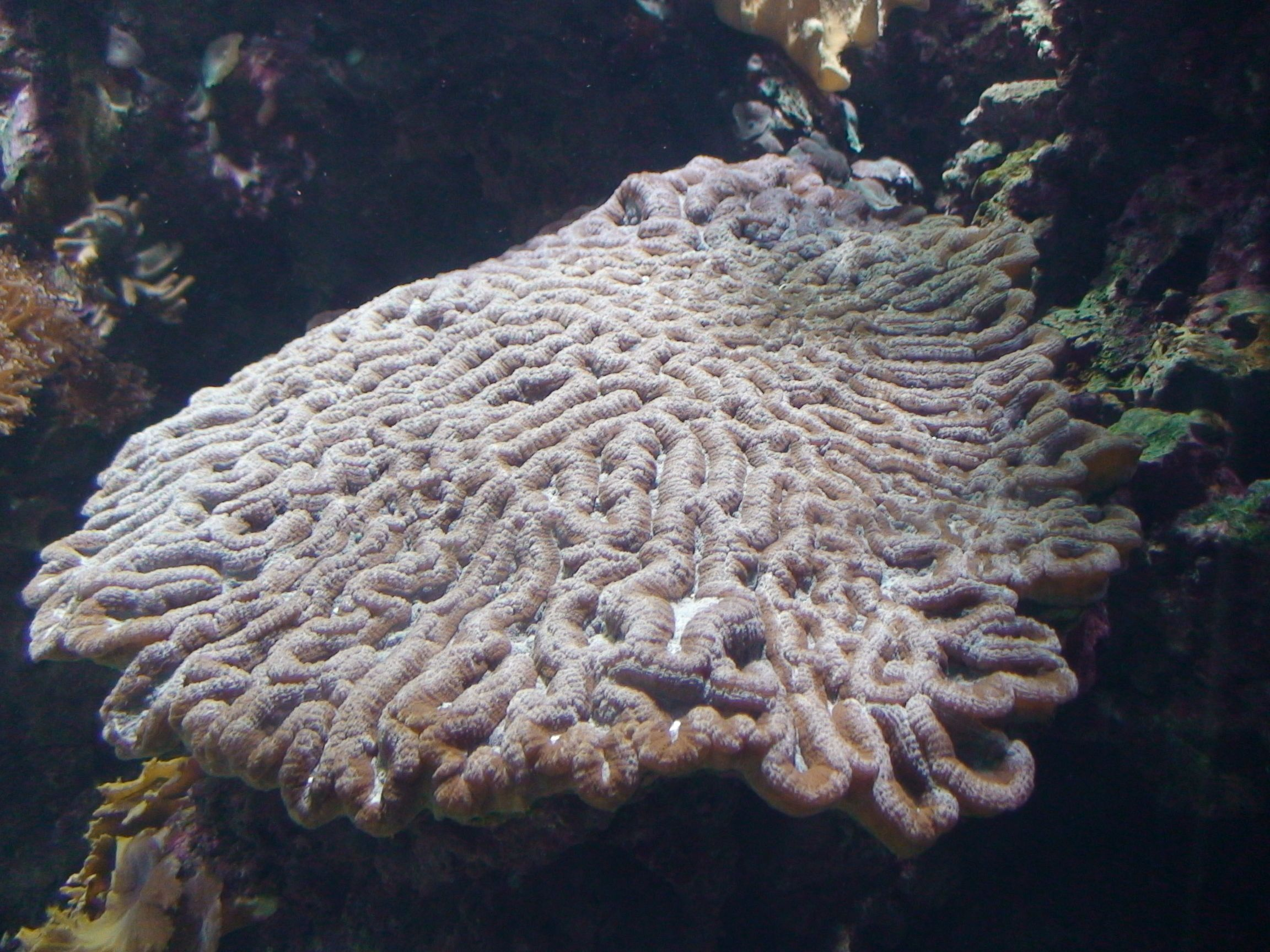
Oulophyllia crispa
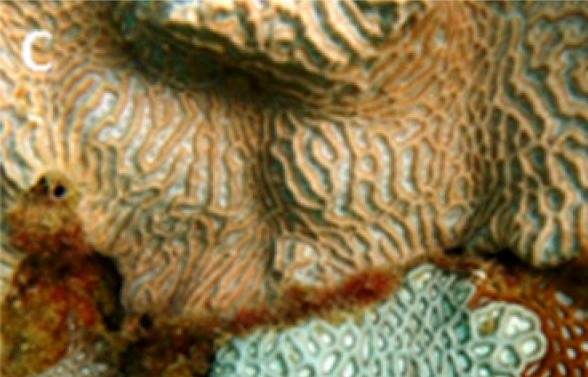
Paragoniastrea australensis (arriba)
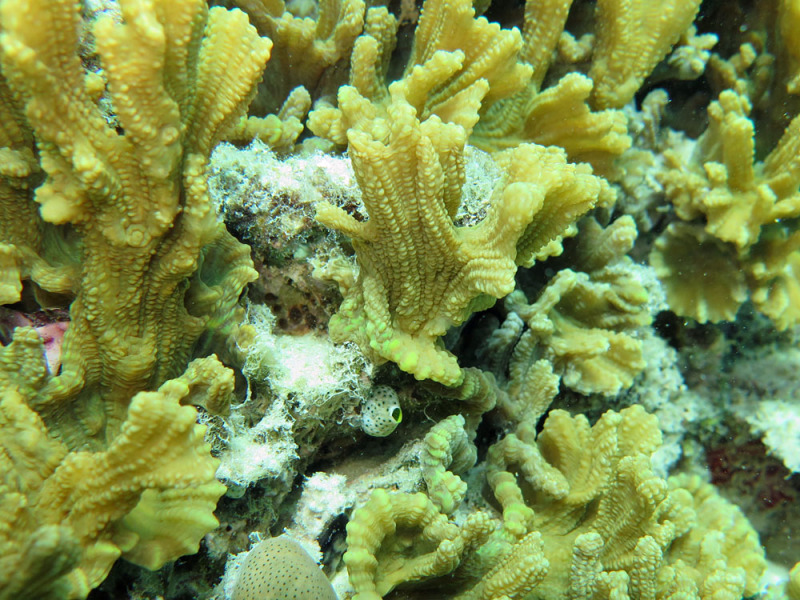
Pectinia paeonia
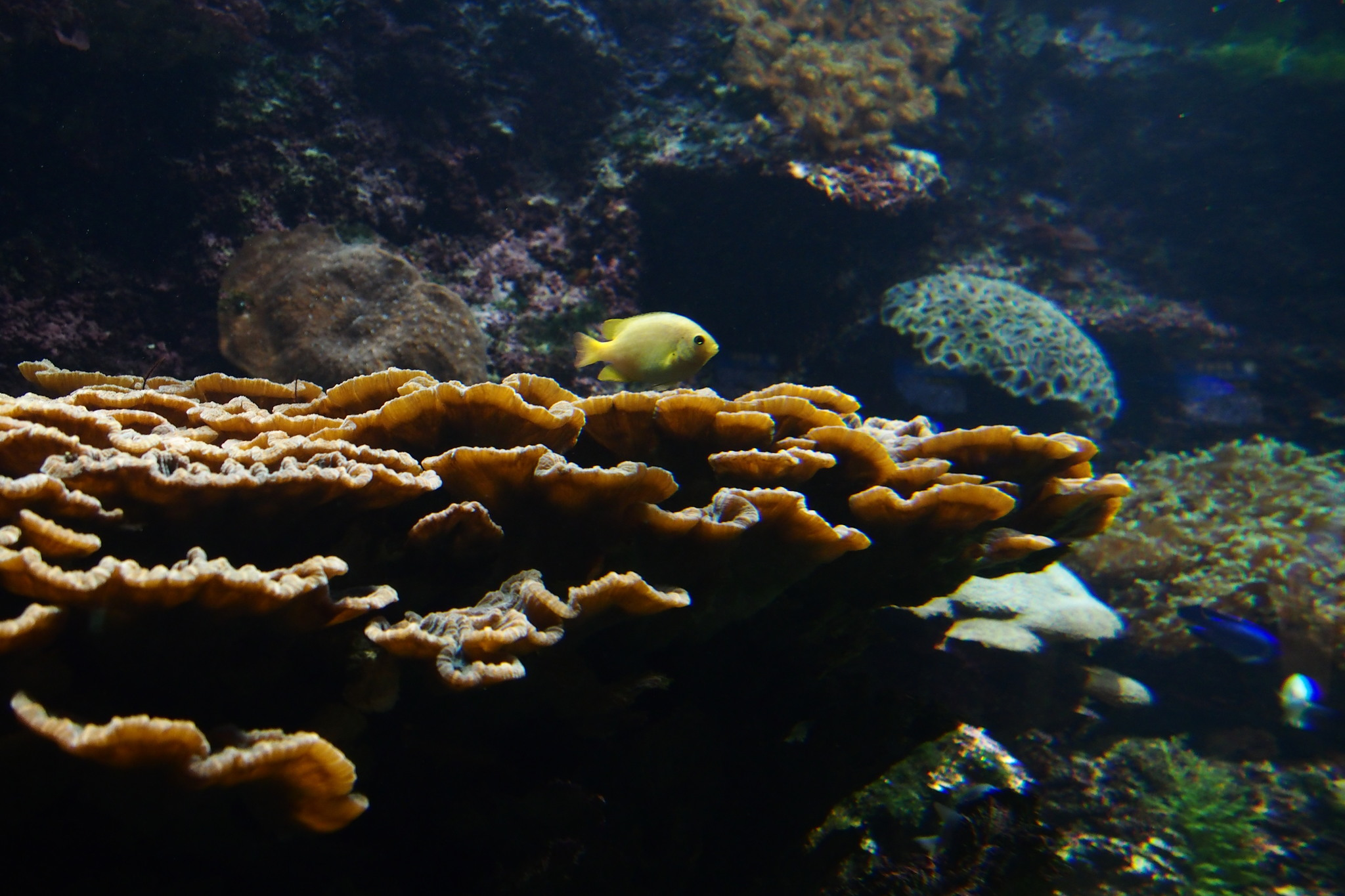
Physophyllia ayleni
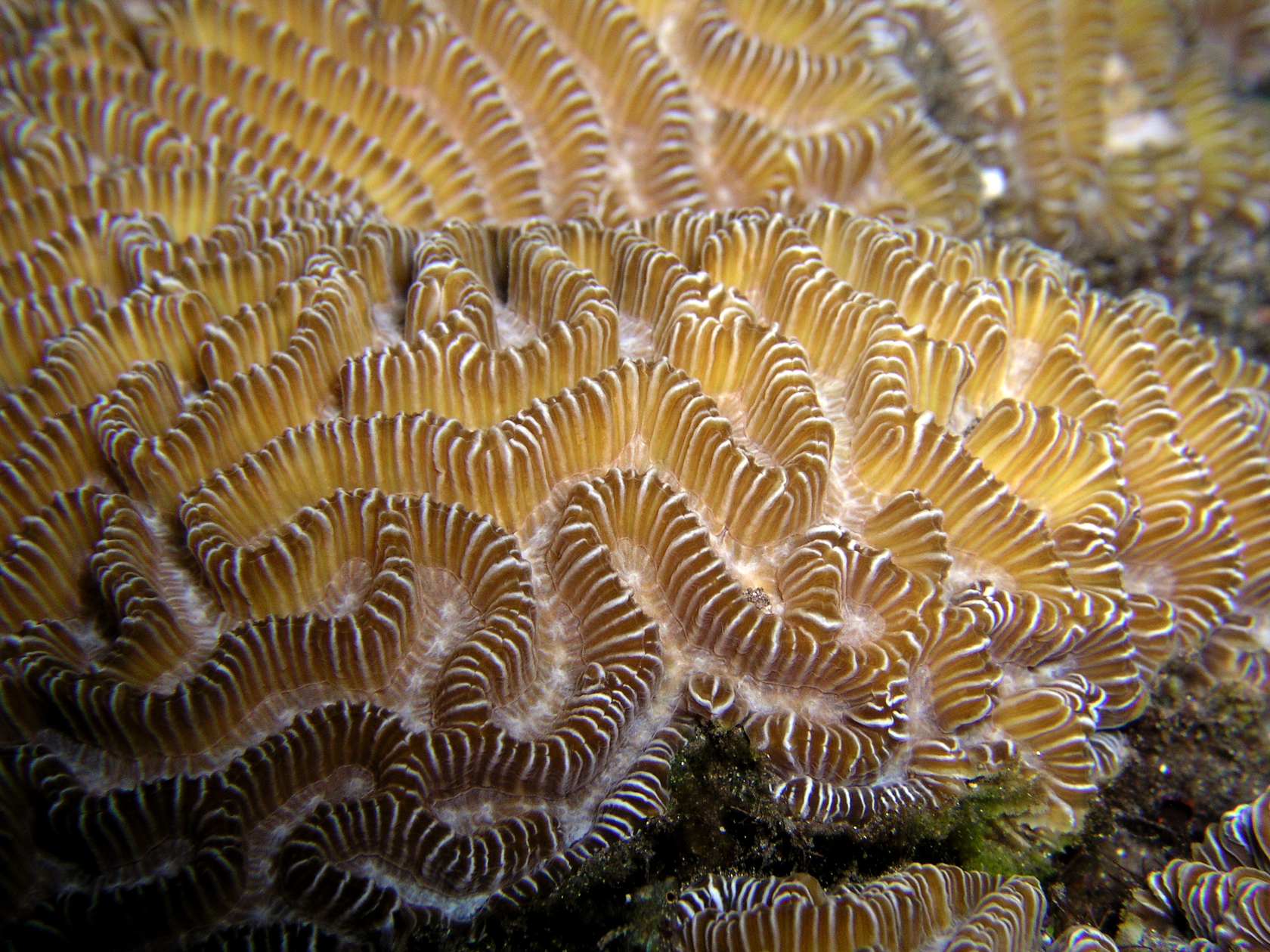
Platygyra lamellina
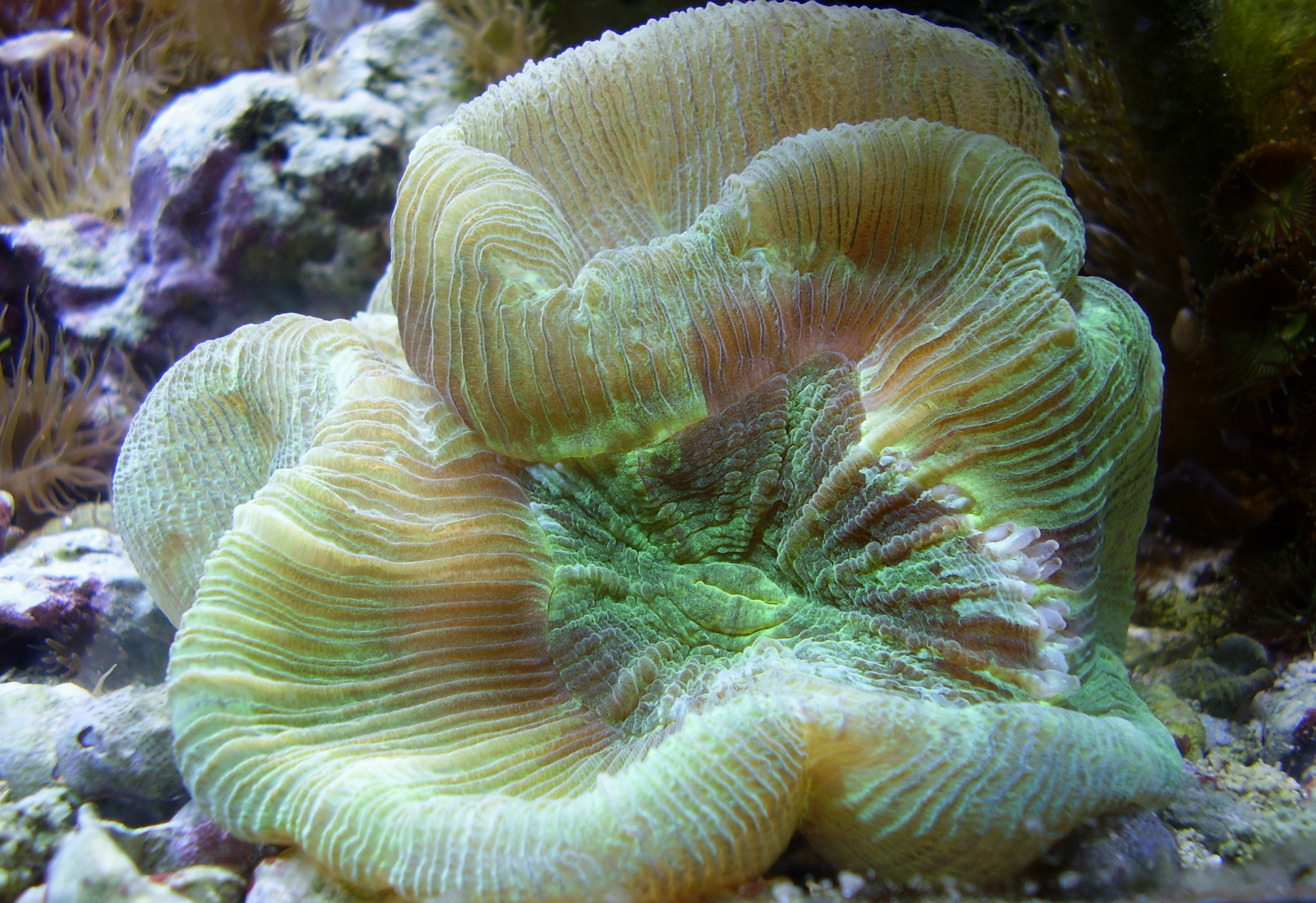
Trachyphyllia geoffroyi

Géneros renombrados por sinonimia:
- Acanthelia Wells, 1937 aceptada como Echinopora Lamarck, 1816
- Acanthopora Verrill, 1864 aceptada como Echinopora Lamarck, 1816
- Antillophyllia Vaughan, 1932 aceptada como Trachyphyllia Milne Edwards & Haime, 1849
- Aphrastrea Milne Edwards & Haime, 1848 aceptada como Favites Link, 1807
- Astraeosmilia Ortmann, 1892 aceptada como Caulastraea Dana, 1846
- Astroria Milne Edwards & Haime, 1848 aceptada como Platygyra Ehrenberg, 1834
- Barabattoia Yabe & Sugiyama, 1941 aceptada como Dipsastraea Blainville, 1830
- Bikiniastrea Wells, 1954 aceptada como Barabattoia Yabe & Sugiyama, 1941 aceptada como Dipsastraea Blainville, 1830
- Caeloria Milne Edwards & Haime, 1848 aceptada como Platygyra Ehrenberg, 1834
- Callogyra Verrill, 1901 aceptada como Trachyphyllia Milne Edwards & Haime, 1849
- Caulastrea Dana, 1846 aceptada como Caulastraea Dana, 1846
- Clavarina Verrill, 1864 aceptada como Merulina Ehrenberg, 1834
- Coelogyra Nemenzo, 1959 aceptada como Oulophyllia Milne Edwards & Haime, 1848
- Coeloria Milne Edwards & Haime, 1849 aceptada como Platygyra Ehrenberg, 1834
- Dasyphyllia Milne Edwards & Haime, 1849 aceptada como Caulastraea Dana, 1846
- Echinastrea De Blainville, 1830 aceptada como Echinopora Lamarck, 1816
- Favastrea de Blainville, 1834 aceptada como Favites Link, 1807
- Heliastraea Milne Edwards, 1857 aceptada como Heliastrea Milne Edwards, 1857 aceptada como Dipsastraea Blainville, 1830
- Heliastrea Milne Edwards, 1857 aceptada como Dipsastraea Blainville, 1830
- Hydnophorella Delage & Hérouard, 1901 aceptada como Hydnophora Fischer von Waldheim, 1807
- Monticularia Lamarck, 1816 aceptada como Hydnophora Fischer von Waldheim, 1807
- Monticulina Saville Kent, 1893 aceptada como Hydnophora Fischer von Waldheim, 1807
- Paraclavarina Veron, 1985 aceptada como Merulina Ehrenberg, 1834
- Parapectinia Nemenzo & Montecillo, 1981 aceptada como Pectinia Blainville, 1825
- Parastrea aceptada como Dichocoenia Milne Edwards & Haime, 1848
- Phyllastraea Dana, 1846 aceptada como Mycedium Milne Edwards & Haime, 1851
- Phymastraea Milne Edwards & Haime, 1848 aceptada como Phymastrea Milne Edwards & Haime, 1848 aceptada como Favites Link, 1807
- Phymastrea Milne Edwards & Haime, 1848 aceptada como Favites Link, 1807
- Prionastraea Milne Edwards & Haime, 1848 aceptada como Favites Link, 1807
- Stephanocora Ehrenberg, 1834 aceptada como Echinopora Lamarck, 1816
- Tridacophyllia Blainville, 1830 aceptada como Pectinia Blainville, 1825
- Ulophyllia Milne Edwards, 1857 aceptada como Oulophyllia Milne Edwards & Haime, 1848
- Wellsophyllia Pichon, 1980 aceptada como Trachyphyllia Milne Edwards & Haime, 1849